# Giải BAFTA cho phim hoạt hình hay nhất

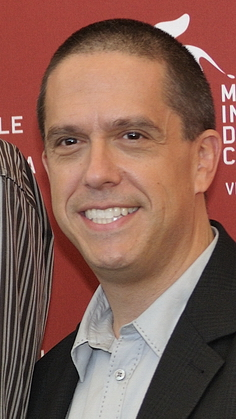
Lee Unkrich cropped 2009.

Danh sách phim giành giải và được đề cử Giải BAFTA cho phim hoạt hình hay nhất.

## Giải thưởng và đề cử
| Phim                                               | Đạo diễn                                                | Nhà sản xuất                                                                    | Quốc gia                                |
| -------------------------------------------------- | ------------------------------------------------------- | ------------------------------------------------------------------------------- | --------------------------------------- |
| 2006 Giải BAFTA lần thứ 60                         |                                                         |                                                                                 |                                         |
| Happy Feet                                         | George Miller (nhà làm phim) Warren Coleman Judy Morris | Bill Miller (nhà sản xuất phim) George Miller Doug Mitchell (nhà sản xuất phim) | Hoa Kỳ                                  |
| Cars (phim)                                        | John Lasseter Joe Ranft                                 | Darla K. Anderson                                                               | Hoa Kỳ                                  |
| Flushed Away                                       | David Bowers Sam Fell                                   | Dick Clement Ian La Frenais Simon Nye                                           | Vương quốc Liên hiệp Anh và Bắc Ireland |
| 2007 Giải BAFTA lần thứ 61                         |                                                         |                                                                                 |                                         |
| Ratatouille (phim)                                 | Brad Bird Jan Pinkava                                   | Brad Lewis John Lasseter Andrew Stanton Galyn Susman                            | Hoa Kỳ                                  |
| Shrek the Third                                    | Chris Miller (họa sĩ hoạt hình) Raman Hui               | Aron Warner Andrew Adamson Denise Nolan Cascino                                 | Hoa Kỳ                                  |
| The Simpsons Movie                                 | David Silverman                                         | James L. Brooks Matt Groening Al Jean Mike Scully Richard Sakai                 | Hoa Kỳ                                  |
| 2008 Giải BAFTA lần thứ 62                         |                                                         |                                                                                 |                                         |
| WALL·E                                             | Andrew Stanton                                          | Jim Morris (Pixar) Lindsey Collins John Lasseter                                | Hoa Kỳ                                  |
| Persepolis (phim)                                  | Marjane Satrapi Vincent Paronnaud                       | Marc-Antoine Robert                                                             | Pháp                                    |
| Waltz with Bashir                                  | Ari Folman                                              | Ari Folman Serge Lalou Gerhard Meixner Yael Nahlieli Roman Paul                 | Israel                                  |
| 2009 Giải BAFTA lần thứ 63                         |                                                         |                                                                                 |                                         |
| Vút bay (phim)                                     | Pete Docter Bob Peterson (họa sĩ hoạt hình)             | Jonas Rivera John Lasseter Andrew Stanton                                       | Hoa Kỳ                                  |
| Coraline (phim)                                    | Henry Selick                                            | Claire Jennings                                                                 | Hoa Kỳ                                  |
| Fantastic Mr. Fox (phim)                           | Wes Anderson                                            | Wes Anderson Scott Rudin Allison Abbate Steven M. Rales                         | UK / Hoa Kỳ                             |
| 2010 Giải BAFTA lần thứ 64                         |                                                         |                                                                                 |                                         |
| Câu chuyện đồ chơi 3                               | Lee Unkrich                                             | Darla K. Anderson John Lasseter Nicole Paradis Grindle                          | Hoa Kỳ                                  |
| Despicable Me                                      | Pierre Coffin Chris Renaud (họa sĩ hoạt hình)           | John Cohen Janet Healy Chris Meledandri                                         | Hoa Kỳ                                  |
| Bí kíp luyện rồng                                  | Chris Sanders (đạo diễn) Dean DeBlois                   | Bonnie Arnold Doug Davison Roy Lee Michael Connolly Tim Johnson (đạo diễn phim) | Hoa Kỳ                                  |
| 2011 6Giải BAFTA lần thứ 65                        |                                                         |                                                                                 |                                         |
| Rango (phim 2011)                                  | Gore Verbinski                                          | John B. Carls Graham King Gore Verbinski                                        | Hoa Kỳ                                  |
| Những cuộc phiêu lưu của Tintin: Bí mật tàu Kỳ Lân | Steven Spielberg                                        | Peter Jackson Kathleen Kennedy (nhà sản xuất phim) Steven Spielberg             | Hoa Kỳ                                  |
| Arthur Christmas                                   | Sarah Smith                                             | Steve Pegram Chris Juen                                                         | UK / Hoa Kỳ                             |
| 2012 Giải BAFTA lần thứ 66                         |                                                         |                                                                                 |                                         |
| Công chúa tóc xù (phim 2012)                       | Mark Andrews (nhà làm phim) Brenda Chapman              | Katherine Sarafian                                                              | Hoa Kỳ                                  |
| Frankenweenie (phim 2012)                          | Tim Burton                                              | Tim Burton Allison Abbate                                                       | Hoa Kỳ                                  |
| ParaNorman                                         | Sam Fell Chris Butler                                   | Travis Knight (họa sĩ hoạt hình) Arianne Sutner                                 | Hoa Kỳ                                  |
| 2013 Giải BAFTA lần thứ 67                         |                                                         |                                                                                 |                                         |
| Nữ hoàng băng giá (phim 2013)                      | Chris Buck Jennifer Lee (nhà làm phim)                  | Peter Del Vecho                                                                 | Hoa Kỳ                                  |
| Despicable Me 2                                    | Pierre Coffin Chris Renaud (họa sĩ hoạt hình)           | Janet Healy Chris Meledandri                                                    | Hoa Kỳ                                  |
| Lò đào tạo quái vật                                | Dan Scanlon                                             | Kori Rae                                                                        | Hoa Kỳ                                  |
| 2014 Giải BAFTA lần thứ 68                         |                                                         |                                                                                 |                                         |
| The Lego Movie                                     | Phil Lord and Christopher Miller                        | Dan Lin Roy Lee                                                                 | Hoa Kỳ/Úc/Đan Mạch                      |
| Biệt đội Big Hero 6                                | Don Hall Chris Williams                                 | Roy Conli                                                                       | Hoa Kỳ                                  |
| The Boxtrolls                                      | Anthony Stacchi Graham Annable                          | Travis Knight David Ichioka                                                     | Hoa Kỳ                                  |